# Tipula (Lunatipula) hastingsae hastingsae
Tipula (Lunatipula) hastingsae hastingsae is een ondersoort van de tweevleugelige Tipula (Lunatipula) hastingsae uit de familie langpootmuggen (Tipulidae). De ondersoort komt voor in het Nearctisch gebied.